# Gerhard Meyer-Schwickerath
Gerhard Rudolph Edmund Meyer-Schwickerath (* 10. Juli 1920 in Elberfeld; † 20. Januar 1992 in Essen) war ein deutscher Ophthalmologe und Hochschullehrer und Forscher. Von 1959 bis zu seiner Emeritierung war er Direktor der Universitäts-Augenklinik in Essen.

## Leben
Geboren wurde Gerhard Meyer-Schwickerath als Sohn des Edmund Meyer (1887–1973) und der Josephine Meyer geb. Schmitz (1890–1959). 1935 nahm die Familie zusätzlich den Geburtsnamen der Mutter von Edmund Meyer an (Julie Schwickerath, 1860–1929) und nannte sich fortan Meyer-Schwickerath. Ein Jahr nach Gerhard wurde der Bruder Klaus Meyer-Schwickerath geboren, der Jura studierte und Politiker wurde.

### Werdegang
Nach seinem Abitur beschloss Gerhard Meyer-Schwickerath, entgegen der Familientradition nicht Jurist, sondern Mediziner zu werden, weil er im Nationalsozialismus nicht für Recht sorgen wollte. Das Medizinstudium nahm er 1940 auf. Während des Zweiten Weltkriegs arbeitete er nebenbei als Sanitäter, eine Knieverletzung ersparte ihm einen Einsatz an der Front. Kurz nach dem Krieg promovierte er in Hamburg, führte 1949 am Universitätsklinikum Hamburg unter Oswald Marchesani die ersten Versuche zur Lichtkoagulation durch und wurde 1953 mit einer Schrift über dieses Thema habilitiert. Seit 1959 Obermedizinalrat an den Städtischen Krankenanstalten Essen, betrieb er deren Umwandlung zur Medizinischen Universitätsklinik gemeinsam unter anderem mit Paul Mikat und Kurt Biedenkopf.
Von 1959 bis zu seiner Emeritierung im Jahre 1985 war Gerhard Meyer-Schwickerath Direktor der Augenklinik (Zentrum für Augenheilkunde) am Universitätsklinikum Essen. Er war zudem Ehrenmitglied, langjähriges Mitglied im Präsidium und 1973/75 Präsident der DOG (Deutsche Ophthalmologische Gesellschaft), der wissenschaftlichen Vereinigung der Augenärzte. Zu seinen bekanntesten Patienten zählte Leonard Bernstein.
Mit der Entwicklung der Lichtkoagulation und seinen weiteren Arbeiten erwarb Meyer-Schwickerath einen internationalen Ruf. So zählte ihn Charles P.Wilkinson, Präsident der American Academy of Ophthalmology, auf einer Ansprache auf dem DOG-Kongress 2007 zu den legendären Namen der Augenheilkunde: „Ich kann ihnen versichern, dass die Namen Graefe, Helmholtz, Leber, bis hin zu Custodis, Meyer-Schwickerath – dass diese legendären Namen nahezu jedem Assistenzarzt bekannt sind, der jemals in Amerika sein Medizinstudium absolviert hat.“

### Begründung der Lichtkoagulation
1946/1947 entdeckte Meyer-Schwickerath, „dass eine fortschreitende Netzhautablösung an einer Narbe auf der Netzhaut zum Stillstand kommt.“ Die Idee, eine Vernarbung mittels Licht zu erzeugen, soll ihm in einer schlaflosen Nacht gekommen sein, in der er, aus Angst sie zu vergessen, die beiden Wörter „Licht“ und „Koagulation“ auf einem Zettel notiert habe. 1949 führte er die erste erfolgreiche Behandlung einer Netzhautablösung mit einem Lichtstrahl (Lichtkoagulation) durch, indem er mit einem selbstgebauten Gerät auf dem Dach der Augenklinik am Universitätsklinikum Hamburg-Eppendorf Sonnenlicht bündeln und über Spiegel in den Operationssaal und in das Auge eines Patienten leiten ließ.
Abhängig vom Sonnenlicht und vom Zuruf eines auf dem Dach postierten Mitarbeiters über den Sonnenstand und die Wolkenentwicklung erwies sich diese Methode auf Dauer als unzureichend. Deshalb entwickelte er in Zusammenarbeit mit den Carl Zeiss Werken einen mit einer Xenon-Hochdrucklampe arbeitenden Lichtkoagulator, der ihn von der Sonne unabhängig machte und der zudem einen stärkeren Lichtstrahl erzeugte. „Seine Methode der Photo- oder Lichtkoagulation ist inzwischen durch die Anwendung des Lasers ersetzt, am Prinzip der Behandlung von Vorstadien der Netzhautablösung, von Tumoren und Gefäßerkrankungen sowie von diabetischen Augenveränderungen hat sich aber nichts geändert.“
Als Leihgabe des Optischen Museums der Firma Carl Zeiss in Oberkochen stellt das Deutsche Museum Bonn Originalteile des von Meyer-Schwickerath entwickelten Sonnenlicht-Koagulators aus dem Jahr 1949 unter der Inventarnummer 1994 – 11.000 aus.

## Ehrungen
Gerhard Meyer-Schwickerath erhielt zahlreiche Auszeichnungen und Ehrendoktorwürden verschiedener Universitäten. Er wurde dreimal für den Nobelpreis vorgeschlagen, erhielt ihn aber nicht. Als seine größte Auszeichnung betrachtete er selbst die Aufnahme in den Orden Pour le Mérite für Wissenschaft und Künste. Weitere Auszeichnungen:
- 1960: von Graefe Preis  der Deutschen Ophthalmologischen Gesellschaft[8]
- 1969: Wahl in die Deutsche Akademie der Naturforscher Leopoldina[9]
- 1978: Pour le Mérite
- 1981: Großes Bundesverdienstkreuz mit Stern
- 1986: Verdienstorden des Landes Nordrhein-Westfalen[10]
- 1986: Graefe-Medaille der Deutschen Ophthalmologischen Gesellschaft[8]
- 1989: Staatspreis des Landes Nordrhein-Westfalen[1]
- 1992 Charamis-Medaille der Hellenic Ophthalmological Society[11]
- Seit 2001 wird im Universitätsklinikum Essen alljährlich eine Meyer-Schwickerath-Vorlesung gehalten.[5]
- 2011 wurde auf dem Gelände des Universitätsklinikums Essen ein Platz und in der nördlichen Essener Innenstadt eine Straße nach Meyer-Schwickerath benannt.

Die Okulo-dento-digitale Dysplasie wird auch als "Meyer-Schwickerath-Syndrom" bezeichnet.